# William Parry Murphy
William Parry Murphy (Stoughton, Wisconsin, 1892. február 6. – Brookline, Massachusetts, 1987. október 9.) amerikai orvos. 1934-ben George Whipple-vel és George Minottal közösen elnyerte a fiziológiai és orvosi Nobel-díjat "a vérszegénység májterápiával való kezelésének felfedezésééért".

## Életpályája
William Murphy 1892. február 6-án született a wisconsini Stoughtonban. Apja Thomas Francis Murphy, anyja pedig Rose Anna Parry volt. Lelkész apja Wisconsin és Oregon államok különböző gyülekezeteinél szolgált, így a család költözködései miatt William is gyakran váltott iskolát. William az Oregoni Egyetemen szerzett artium baccalaureus oklevelet 1914-ben.
A következő két év során oregoni középiskolákban tanított fizikát és matematikát, ezután egy évig az Oregoni Egyetem orvosi szakán tanult, miközben az anatómia tanszéken laboratóriumi asszisztensként is dolgozott. Ezután a chicagói Rush Medical School-nál végzett el egy nyári tanfolyamot és ekkor elnyerte a William Stanislaus Murphy-ösztöndíjat a bostoni Harvard Egyetemre. Az ösztöndíj segítségével 1922-ben megszerezte orvosi diplomáját a Harvardon.
Két évig a Rhode Island Hospital-ban, ezután pedig a Peter Bent Brigham Hospital-ban volt rezidens. 1924-től kezdve a Harvard Egyetem orvosi szakán volt tanársegéd majd 1928-tól 1935-ig előadó. Ezután adjunktusi, 1938-ban pedig tanári kinevezést kapott. A Harvardon oktatott 1958-as visszavonulásáig.

## Tudományos munkássága
Murphy 1923-tól rövid ideig orvosként praktizált majd inkább kutatásokkal, elsősorban cukorbetegséggel és a vér betegségeivel kezdett foglalkozni. Kiváló eredményeket ért el a vészes vérszegénység és az anémia más formáinak kezelésében. A hipokróm és vészes vérszegénység gyógyítása érdekében májkivonatot adott be a betegeknek intramuszkulárisan, majd George Minottal és George Whipple-vel közösen kidolgozta az anémia gyógymódját, azáltal, hogy a páciens étrendjét nyers májjal egészítették ki. A három kutató a sikeres terápia felfedezéséért 1934-ben orvostudományi Nobel-díjban részesült.
A Nobel-díjon kívül 1930-ban elnyerte az Edinburghi Egyetem Cameron-díját, 1934-ben az Amerikai Orvostudományi Társulat bronzmedálját és a Finn Fehér Rózsa-rend első fokozatát, 1952-ben pedig a kubai Nemzeti Érdemrendet. Számos amerikai és külföldi tudományos társulat tagja volt.

## Családja
William Murphy 1919-ben vette feleségül Pearl Harriett Adamst, a valamikori elnök, John Adams leszármazottját és Massachusetts állam első női fogorvosát. Fiuk, William P. Murphy Jr. maga is orvos és orvosi segédeszközök feltalálója lett. Lányuk, Priscilla Adams nagy érdeklődést mutatott a repülés iránt, ám 1936-ban, 16 éves korában az általa vezetett kisrepülőgép lezuhant és életét vesztette.
William Parry Murphy 1987. október 9-én hunyt el a massachusettsi Brookline-ban, 95 éves korában.